# Dieselpunk

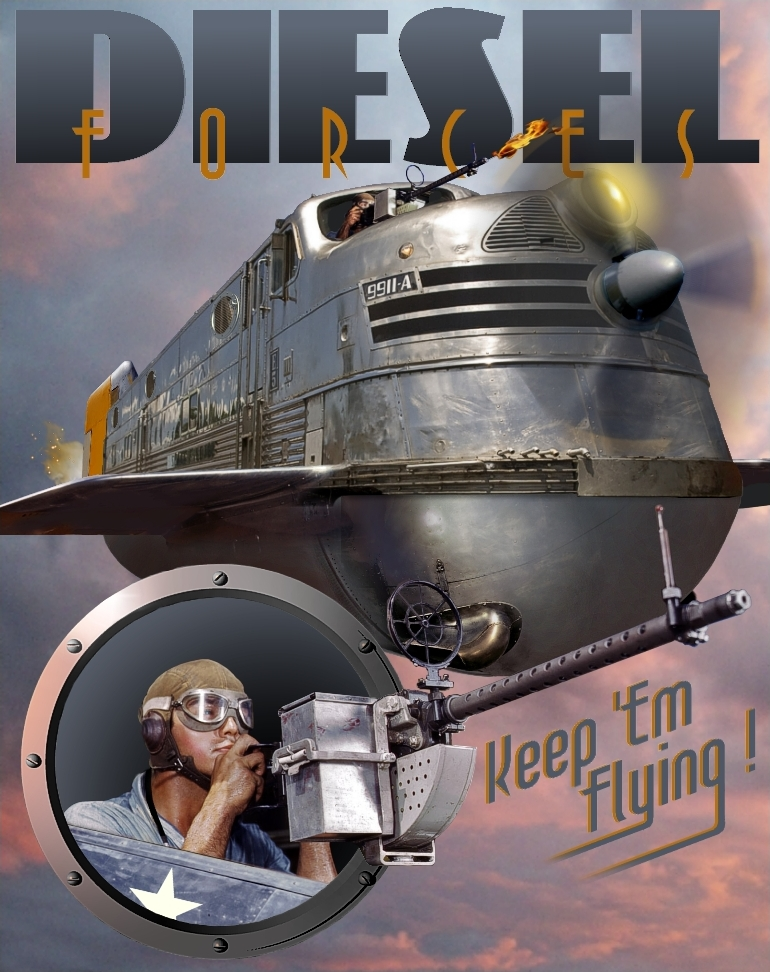
Um exemplo de arte dieselpunk. Arte de Stefan Prohaczka.

Dieselpunk é um subgênero da ficção científica retrofuturista, tal qual o steampunk. A distinção vem a partir do fato que, enquanto no steampunk os veículos são movidos a vapor, no dieselpunk os veículos são movidos a diesel ou qualquer outro tipo de combustível. O estilo foi muito utilizado nas histórias de ficção científica das décadas de 30 a 40 referenciando ao que seria o futuro baseado na tecnologia existente naquela época. 
O estilo de arte dieselpunk é reconhecido atualmente como baseado na estética popular do Período entreguerras até meados dos anos 1950 (fato pelo qual o estilo musical ao qual o dieselpunk é relacionado é o jazz, que estava no auge de sua popularidade durante o período). A palavra "dieselpunk" foi usada pela primeira vez por Lewis Pollak para descrever seu jogo de RPG de mesa Children of the Sun em 2001, e sua definição cresceu em anos recentes para incorporar as formas características da arte visual, música, ficção e tecnologia dos tempos de guerra, servindo de termo para descrever seriados da época, film noir e outros.
A HQ Rocketeer, o filme Capitão Sky e o Mundo de Amanhã, a animação Porco Rosso e o jogo Metal Slug são classificados como dieselpunk.